# Skluz (materiálové inženýrství)
Skluz je mechanismus, kterým probíhají plastické deformaci kovů. Schematicky je skluz uvnitř zrna v polykrystalickém kovu. Tento mechanismus si představujeme jako vzájemné posunutí dvou částí krystalu podél tzv. skluzové roviny (roviny skluzu). Ke skluzu nedochází porušením a následným obnovením všech vazeb podél skluzové roviny najednou, nýbrž pohybem mřížkových poruch – dislokací. Dislokace přítomné uvnitř krystalu (vznikají již během tuhnutí roztaveného kovu) jsou vlivem vnějšího napětí uvedeny do skluzového pohybu a dosáhnou-li povrchu krystalu, projeví se to jako stupínek. Makroskopická deformace je spojena s výstupem velkého počtu dislokací na povrch krystalu. Posunutí částí krystalu průchodem dislokací je energeticky mnohem méně náročné než hromadné porušování všech vazeb podél skluzové roviny. Při skluzu dislokace totiž dochází k porušování vazeb jen mezi atomy vtěsném okolí dislokace a vazby ve větší vzdálenosti zůstávají nezměněny. Výše popsaný mechanismus plastické deformace kovů nám dovoluje vysvětlit jednu ze základních vlastností kovů – tvárnost.
Skluz dislokací probíhá v rovině skluzu a ve směru skluzu. Dohromady jsou rovina a směr skluzu nazývány skluzový systém.

## Skluzový systém
Ne každá kombinace roviny a směru v krystalu však je skluzovým systémem. Nejsnáze probíhá skluz dislokací v rovinách a směrech, které jsou hustě zaplněny atomy. Důvodem je fakt, že pokud jsou atomy vzájemně blízko sebe, je jejich přeskupování spojené s pohybem dislokací snadnější, než kdyby byly od sebe dále. Kromě toho mají hustě zaplněné roviny velké mezirovinné vzdálenosti a tudíž dostatek prostoru pro přechodné polohy atomů.